# Acroriodes diplophana
Acroriodes diplophana är en fjärilsart som beskrevs av Embrik Strand 1921. Acroriodes diplophana ingår i släktet Acroriodes och familjen nattflyn. Inga underarter finns listade i Catalogue of Life.